# Vigna Barberini

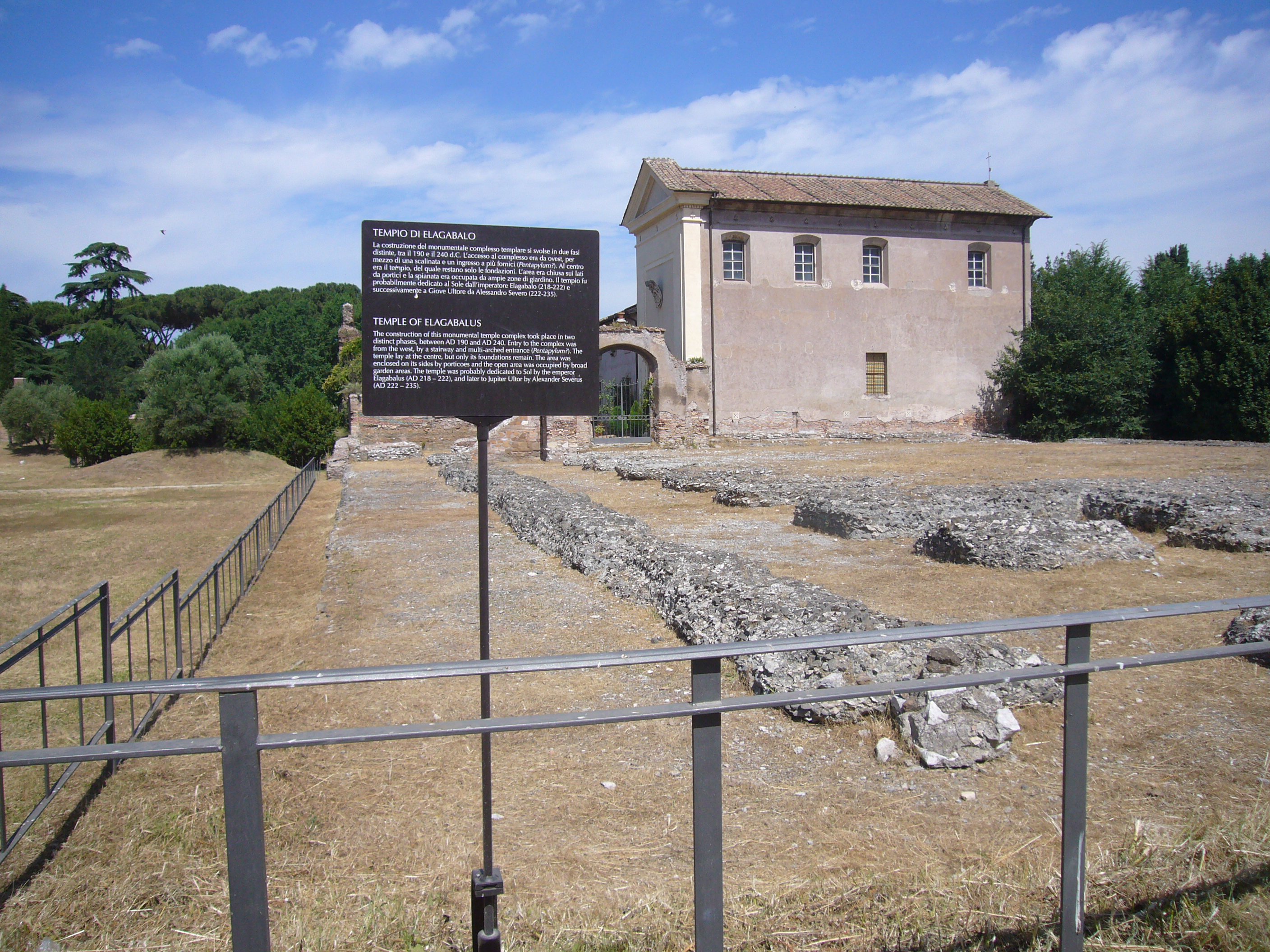
Murature del tempio di Elagabalo alla vigna Barberini. Sul fondo s. Sebastiano al Palatino

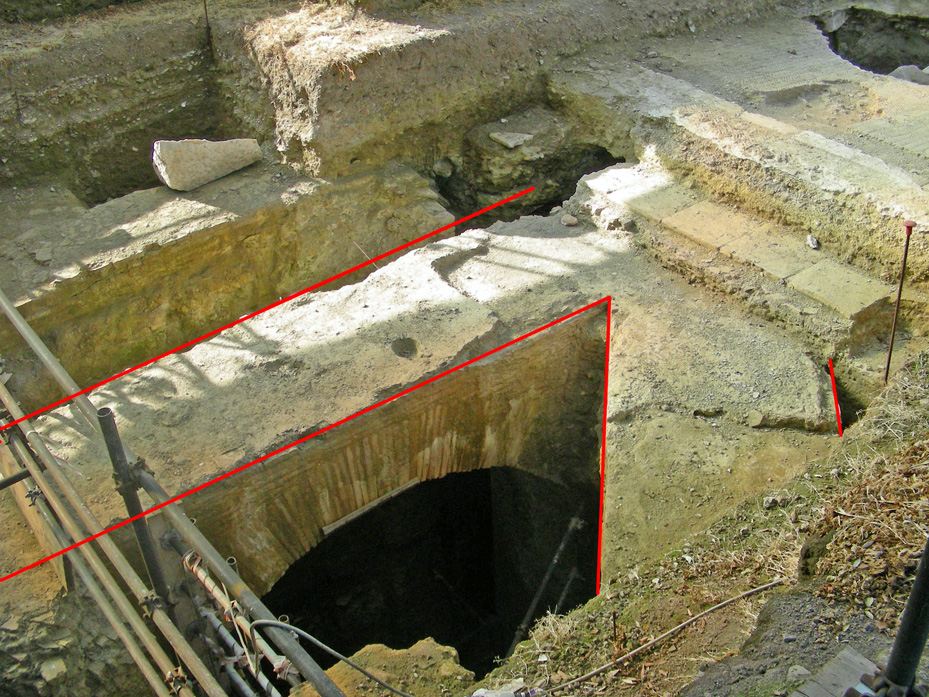
Scavo della cosiddetta "Coenatio rotunda"

Vigna Barberini è il nome con cui a partire dal XVII secolo è chiamata la grande terrazza artificiale (110 x 150 metri) all'angolo nord-orientale del Palatino (Roma), divenuta in quel periodo possedimento agricolo dell'omonima nobile famiglia romana dei Barberini.

## Età romana
Il primitivo impianto della fabbrica si data all'età flavia: in questo periodo la terrazza, facente parte del palazzo imperiale, sostiene un ampio giardino circondato da portici e delimitato a sud da una facciata ad emiciclo. Nel tempo conosce due generali rifacimenti in età adrianea e, soprattutto, in età severiana, quando sulla sua sommità si installa l'Elagabalium.

## Età tardoantica
Dagli inizi del V secolo d.C. il monumento severiano viene spoliato e smantellato e alcuni ampi settori della terrazza vengono usati come immondezzaio per ricevere terre di riporto da altre  zone della città. 
Nel secolo successivo ha inizio una nuova frequentazione dell'area, che ospita alcune costruzioni, colture e sepolture (i cui corredi scendono fino all'VIII o al IX secolo).